# Black Beauty (häst)
Black Beauty, född 6 juni 1996, är en amerikansk miniatyrhäst, som mellan 2001 och 2006 var inskriven i Guinness rekordbok som världens minsta häst, ett rekord som sedan slogs av Thumbelina.

## Biografi
Då Black Beauty föddes den 6 juni 1996, visste hennes ägare Donald och Janet Burleson att hon var mindre än någon annan miniatyrhäst. Vid födseln var hon endast 30 cm hög, och vägde mindre än 4,5 kilo. För att kvalificera sig för Guinness rekordbok var Black Beauty tvungen att tas till veterinär för att mätas och vägas med största precision. 
Vid fem års ålder var hon 47 cm i mankhöjd, men senare endast 43 cm.